# モーツァルトのベルリン旅行

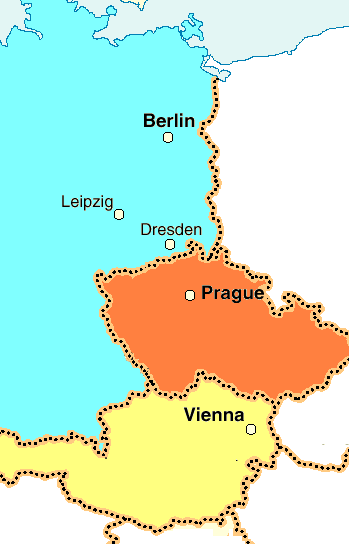
ウィーン、プラハ、ドレスデン、ベルリンの4都市はおおよそ南北方向を縦につなぐように位置している。現在のオーストリア（山吹色）、チェコ（オレンジ色）、ドイツ（水色）にまたがる。ライプツィヒはやや西に外れている。距離はウィーン-プラハ間 251km; プラハ-ドレスデン間 118km; ドレスデン-ライプツィヒ間 102km; ライプツィヒ-ベルリン間 153㎞

モーツァルトのベルリン旅行は、ヴォルフガング・アマデウス・モーツァルトが、1789年に住まいとしていたウィーンから北へ向けて出発し、プラハ、ライプツィヒ、ドレスデン、ベルリンを巡ったものである。これはモーツァルトが成人後に行った旅行の中で屈指の長さを誇る。

## 出発
この旅行はモーツァルトがキャリアの苦境に陥った折に敢行された。演奏会では多くの収入を得られなくなっており、オペラの作曲を行ってもその埋め合わせができなかったのである。彼は友人のミヒャエル・フォン・プフベルクなどから借金をしており、財政状況は憂慮すべき状況に陥っていた。
モーツァルトのベルリンまでの旅路に旅費は必要なかった。貴族のパトロンでフリーメイソンの仲間だったカール・アロイス・フォン・リヒノフスキー侯爵に伴われていたからである。リヒノフスキーは別の理由でベルリンに赴くことになり、モーツァルトに同行しないかと声をかけたのであった。
モーツァルトとリヒノフスキーは1789年4月8日の朝にウィーンを旅立った。その日にしたためられた手紙の中で、彼は妻のコンスタンツェに良い知らせがあると伝えている。ベルリンからやってきたオーボエ奏者のフリードリヒ・ラムによると、プロイセン国王のフリードリヒ・ヴィルヘルム2世がポツダムでモーツァルトの到着を心待ちにしているという。また、プラハでイタリアオペラの監督をしているドメニコ・グアルダソーニと合意に至り、新作のオペラに250ドゥカート（約1000フローリン）が支払われることになったとも報告している。

## 行路の街

### ドレスデン

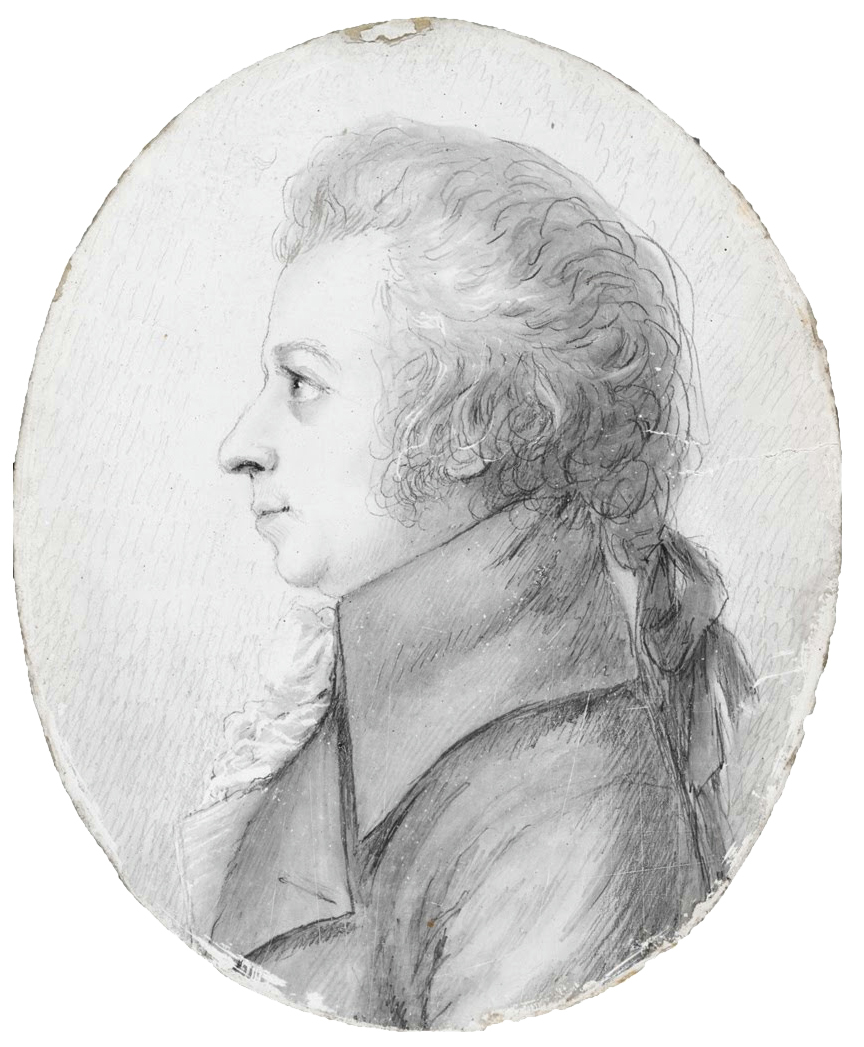
ドレスデン滞在中にドーラ・シュトックによって描かれたモーツァルトの肖像画。

ドレスデンには4月12日に到着、オテル・ド・ポローニュ（Hôtel de Pologne）に宿を借りた。このホテルは翌日のコンサート会場となった。ドイチュによると「モーツァルトはオルガニストのアントン・タイバー、チェリストのアントニーン・クラフトと共に四重奏曲を複数演奏、またディヴェルティメント K.563も演奏した。」このコンサートでは、モーツァルトは彼の友人でちょうどドレスデンからプラハの家へ向かっていたヨーゼファ・ドゥシェックの伴奏も務めている。ドゥシェックはモーツァルトの『フィガロの結婚』と『ドン・ジョヴァンニ』からアリアを歌った。モーツァルトは妻への手紙で、彼らがホテルで四重奏を編曲してチャペルで演奏したと伝えている。
翌日はザクセン選帝侯のフリードリヒ・アウグスト1世並びに妃のアマーリエに演奏を披露した。この時の共演者は9歳だったチェリストのニコラウス・クラフトとドゥシェックであった。モーツァルトは新作のピアノ協奏曲第26番（『戴冠式』協奏曲）を演奏、次の日に100ドゥカートが入れられた煙草入れを褒美として受け取った。
翌15日にはロシア大使であったアレクサンドル・ベロフセルスキー＝ベロセルキー公と昼食をともにし、ヨハン・ヴィルヘルム・ヘスラー相手にまずはオルガンで、続いてピアノでの腕比べに臨んだ。
16日と17日にはフリードリヒ・フォン・シラーの友人で教会会議の評議員を務めたクリスティアン・ゴットフリート・ケルナーの許を訪れた。ケルナーの義理の妹であるドーラ・シュトックは才能ある画家で、この時にモーツァルトの肖像画を描いている。左記のアイボリーボードに銀筆で描かれた作品である。これがモーツァルトを描いた最後の肖像画となったのではないかと思われる。

### ライプツィヒ

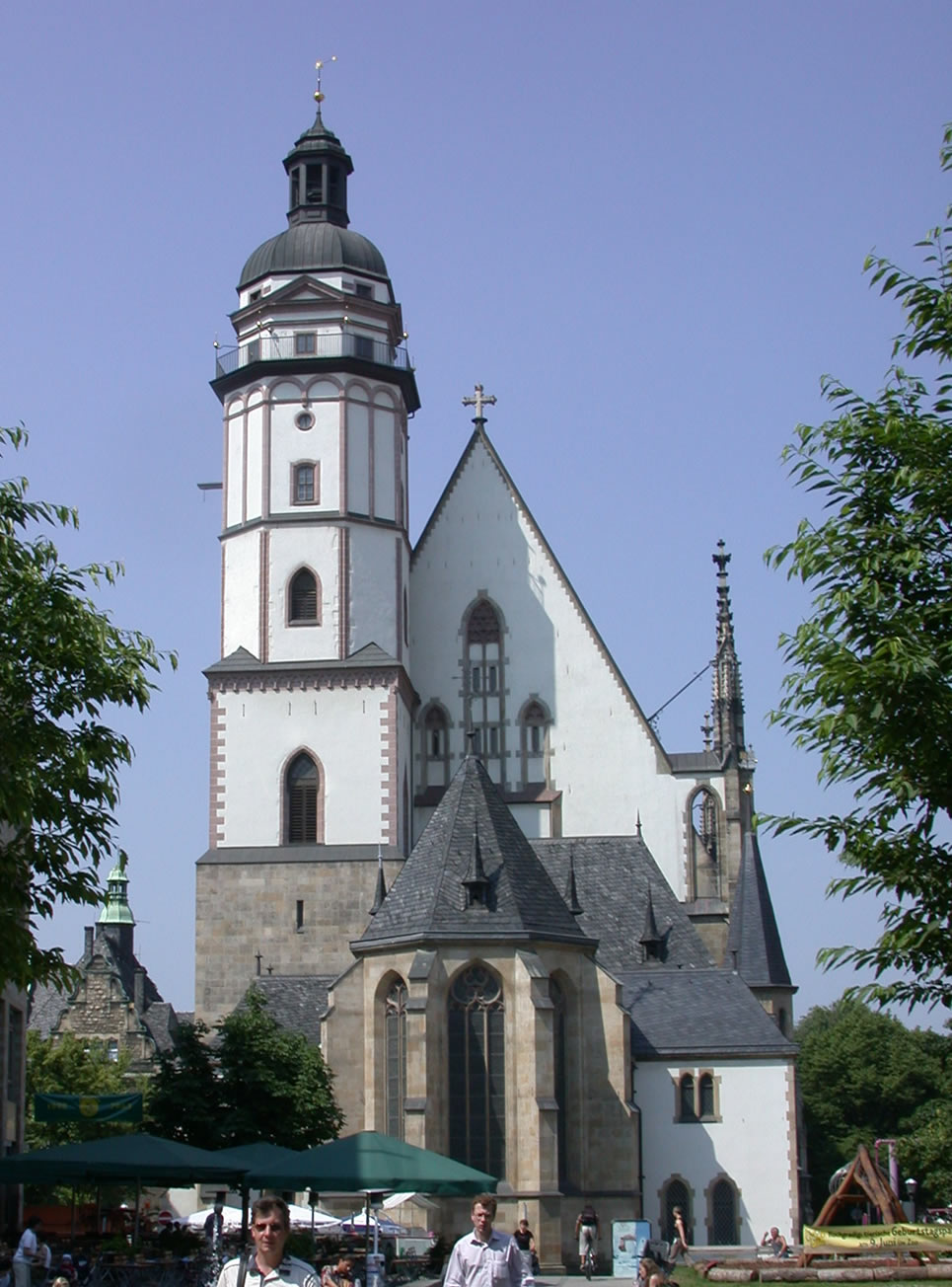
ライプツィヒの聖トーマス教会

18日にリヒノフスキーとモーツァルトはライプツィヒに向けて旅を再開、2日後に到着した。モーツァルトはこの街に3日間滞在するが、その間にはヨハン・ゼバスティアン・バッハが数十年前に音楽監督を務めていた有名な聖トーマス教会を訪れている。彼はウィーンに暮らし始めてから数年のうちに、ゴットフリート・ヴァン・スヴィーテンの影響でバッハの音楽を高く称賛するようになっていたのである。聖トーマス教会ではオルガンで即興演奏を行った。カントルでバッハの弟子だったヨハン・フリードリヒ・ドーレスとヨハン・ゴットリープ・ゲルナーの息子でオルガニストのカール・フリードリヒ・ゲルナーがモーツァルトのためにストップの操作を行った。モーツァルトがトーマス校が歌うバッハのモテット『主に向かいて新しき歌を歌え』 BWV225を聴き、その機会をとらえて各声部のパート譜から写譜を行ったのはおそらくこの時である。

### ベルリン
4月23日、モーツァルトはベルリンに程近いポツダムへと向かいライプツィヒを後にした。ポツダムにはプロイセン王のフリードリヒ・ヴィルヘルム2世が本邸を構えていた。上述の通り、妻に対して王が自分の到着を心待ちにしていると伝えたモーツァルトであったが、そうなのであれば25日の到着時には落胆したことだろう。宮廷の文書には次のような記録が残る。
モーツァルトと名乗る者（この者は入構に際してウィーンのカペルマイスターであると表明した）が述べるには、リヒノフスキー公に連れ立ってここへ赴き、国王陛下の御前にて自らの才を披露したいと希望する、またお目通りがかなうか国王陛下のご下命を待つということです。
これに目を通した王は余白に「デュ・ポール監督」と走り書きをしている。これはモーツァルトに関することが宮廷室内楽の監督をしていたジャン＝ピエール・デュポールに一任されたということを意味している。ドイチュによればモーツァルトはデュポールと「良い関係になかった」とされる。（ソロモンの見方によるなら）「ご機嫌取り」を狙ったモーツァルトは、デュポールのメヌエットによるピアノのための9つの変奏 K.573を作曲した。この時には王室の者に聴いてもらいたいという希望はかなえられず、実のところモーツァルトがポツダムに留まったという確かな証拠すら残されていない。

### ライプツィヒ再訪
5月8日、一時的にライプツィヒへ戻ったモーツァルトは5月12日にゲヴァントハウスでコンサートを開いた。プログラムは彼の作品のみで構成され、2つのピアノ協奏曲（第18番 K.456と第25番 K.503）ヨーゼファ・ドゥシェックによるソプラノのための2つの場面（K.505とK.528）、ピアノのための幻想曲K.475、そして2曲の交響曲であるがこれらは同定されていない。当時の演奏習慣に従い、交響曲の1曲目は分割されてはじめの2楽章がコンサートの最初に、後の2楽章が休憩前に演奏された。
このコンサートは短い告知期間で開かれており、集客がよくなかったのは明らかである。モーツァルトは家に次のように書き送っている。「このコンサートは拍手と栄光の観点ではまったく素晴らしいものだっといえますが、実入りはさっぱりで散々です。」
ここまで行動を共にしてきたリヒノフスキー公は5月半ばにライプツィヒを出発してしまい、これ以降の旅はモーツァルト単独となった。モーツァルトがリヒノフスキーに借金をしたのはこの旅の途中であった可能性がある。借金の額は1415フローリンで、リヒノフスキーは1791年10月にこの借金を巡りモーツァルトに勝訴している。これはモーツァルトの死の直前であった。
モーツァルトは5月17日までライプツィヒに残っていた。そうした理由のひとつとしては、同じくこの街を訪ねていた友人たち（ヨハン・レオポルト・ノイマン、ノイマン夫人、ヨーゼファ・ドゥシェック）らの輪に留まっていたかったのだとコンスタンツェへの手紙で語られている。また、旅に使える馬の不足によっても出発が遅れていると伝えている。

### ベルリンへ戻り、帰宅
その後モーツァルトはベルリンへ引き返し、5月19日に到着した。コンスタンツェへの書簡によると、彼はこの2回目のベルリン滞在中に王宮にて王と王妃に演奏を披露し（5月26日）、100フリードリヒ金貨（約800フローリン）の褒賞、王のための6つの弦楽四重奏曲と王女フリーデリケのための6つの易しいピアノソナタの委嘱を受けたという。
ベルリンに到着した夜、モーツァルトは彼のオペラ『後宮からの誘拐』の上演を観に来ていたらしいと思われる。地元の新聞は彼の観劇に触れていないようであるが、ずっと後の1856年に遺作として出版された、ドイツの著名な詩人ルートヴィヒ・ティークの回顧録に記録されていた。当時まだ16歳にもなっていなかったティークは、第三者の視点から自身を描写する形で次のように書いている。
ルートヴィヒのモーツァルトに対する敬意は驚くべき形で報われた。1789年のある夜、いつものように開演のずっと前に薄暗くまだ人のいない劇場に入った彼は、オーケストラピットにひとりの知らない男がいるのに気が付いた。彼は小柄で、動きは素早く落ち着かず、顔には馬鹿みたいな表情を浮かべていた。灰色の外套に身を包んだ人好きのしない姿である。彼は奏者の譜面台を1つ1つを見て回り、彼らの譜面を注意深く修正しているようであった。ルートヴィヒはこの男に声をかけ、このオーケストラ、この劇場、このオペラ、そして聴衆の趣味について話をした。彼は自らの見解を率直に表明したが、モーツァルトのオペラについてはこれ以上ない賛辞を口にした。「つまり君はモーツァルトのオペラをよく聴いていて、好んでいるということだね?」その見知らぬ男性は尋ねた。「それはとてもいいことだ、若者よ。」彼らの会話がしばらく続き、ゆっくりと観客席が埋まってくると、その見知らぬ男性はとうとう舞台上の誰かに呼ばれて行ってしまった。その男の言葉は奇妙にルートヴィヒの心を動かし、彼は問い合わせを行った。彼と話をして、彼への評価を述べたのはモーツァルトその人、かの偉大な巨匠だったのである。
モーツァルトは5月28日にベルリンを出発、ドレスデンを経由してプラハには5月31日から6月2日まで滞在、最終的には6月4日にウィーンへと帰り着いた。

## モーツァルトの貞節
この旅行にはモーツァルトが1782年にコンスタンツェと結婚して以来、初めて妻が同行しなかった。モーツァルトは旅行のはじめにはコンスタンツェに宛てて頻繁に手紙をしたためていたが、多くの手紙が散逸しており彼がこの文通を定期的に続けていたのか、確かなことはわからなくなっている。メイナード・ソロモンは自作のモーツァルトの伝記において、この旅行の中でモーツァルトはドゥシェックとの情事に走り、不貞を働いたと断言している。プラハに住んでいた彼女の旅程もドイツを巡るもので、頻繁にモーツァルト一行の動きと交差しているのである。しかし、この仮説は広く否定されており、アメリカの音楽学者ブルース・アラン・ブラウンには反証を示されている。

## 関連文献
- Heartz, Daniel (2009) Haydn, Mozart, and early Beethoven:  1781-1802.  New York:  Norton.
- Solomon, Maynard (1995). Mozart: A Life. New York: Harper Perennial. ISBN 0-06-092692-9